# 新井隆太
新井 隆太（あらい りゅうた、1982年12月11日 - ）は、NHKのアナウンサー。

## 人物
東京都出身。成蹊中学校・高等学校を経て、成蹊大学法学部を卒業後、2005年（平成17年）4月に入局。

## 嗜好・挿話
- 主に地域報道で活躍。
- 野球とバスケットボールが好きである[3]。
- 初任地時代を含めて仙台放送局に3度赴任している。アナウンサー生活の半分近くを仙台放送局で過ごしている。

## 現在の担当番組
- 東北ココから（キャスター）
- 宮城・東北地方のニュース[注釈 1]

## 過去の担当番組
仙台放送局時代（1度目）（2005年度 - 2007年度）
- 宮城・東北地方のニュース・中継・リポート
- てれまさむね（リポーター）

高知放送局時代（2008年度 - 2012年度）
- こうち情報いちばん（キャスター）
- 高知のニュース・中継・リポート
- ニュース845こうち（不定期）

熊本放送局時代（2013年度 - 2016年7月）
- クマロク!（キャスター・2013年4月1日 - 2015年3月27日）[4]
- 熊本のニュース・中継・リポート
- ニュース845くまもと（不定期）
- テレメッセくまもと（不定期）

仙台放送局時代（2度目）（2016年8月 - 2019年7月）
- おはよう宮城（2016年8月 - 2019年3月）
- 宮城・東北地方のニュース
- ニュースてれまさ845（不定期）
- ウィークエンド東北（リポーター）
- てれまさむね（不定期・中山準之助、真下貴のキャスター代行など）

東京アナウンス室時代（2019年8月 - 2021年度）
- 今日は一日"家族三世代NHKキッズソング"三昧2020（進行・2020年5月5日）
- NHKきょうのニュース、ラジオ正午ニュース（R1）（2020年11月27日）野村正育のキャスター代行）
- ニュース シブ5時（2021年10月28日：同期入局である三條雅幸の代理キャスター）
- 10分で巡る日本の廃線（2021年、北海道～九州・沖縄編、ナレーション）
- NHKニュースおはよう日本（リポーター：2019年8月19日 - 2022年4月1日）
- ニュース645（不定期）
- ニュース・気象情報（不定期）
- ラジオニュース（不定期）

仙台放送局時代（3度目）（2022年度 - ）
- 2022年6月15日に、NHK秋田放送局に応援で派遣され、ローカルニュースを担当した。
- てれまさ（岩野吉樹異動に伴う臨時キャスター、2025年3月24日-26日）
- 令和6年能登半島地震の緊急対応による金沢放送局への応援派遣
  - ニュースいしかわ845（2024年2月5日、8日）
  - おはよう石川（2024年2月6日、9日）